# Светско првенство у атлетици на отвореном 2015 — штафета 4 × 100 метара за жене
Трка штафета 4 х 100 метара у женској конкуренцији на Светском првенству у атлетици 2015. у Пекингу  одржана је 29. августа на Националном стадиону.
Титулу светских првакиња из Москве 2013. одбранила је штафета Јамајке.

## Земље учеснице
Учествовале су 93 атлетичарки из 16 земаља.
1. Бразил (5)
2. Италија (6)
3. Јамајка (6)
4. Канада (6)
5. Кина (6)
6. Немачка (6)
7. Нигерија (5)
8. Пољска (5)
9. Русија (6)
10. САД (6)
11. Тринидад и Тобаго (6)
12. Уједињено Краљевство (6)
13. Украјина (6)
14. Француска (6)
15. Холандија (6)
16. Швајцарска (6)

## Освајачи медаља
|                                                                                  |                                                           |                                                                          |
| Јамајка Вероника Кембел-Браун Наташа Морисон Елејн Томпсон Шели-Ен Фрејзер-Прајс | САД Инглиш Гарднер Џена Прандини Алисон Феликс Јасмин Тод | Тринидад и Тобаго Кели-Ен Баптист Мишел-Ли Ахје Рејаре Томас Семој Хакет |

## Рекорди
| Рекорди пре почетка Светског првенства 2015.     | Рекорди пре почетка Светског првенства 2015.                                                    | Рекорди пре почетка Светског првенства 2015. | Рекорди пре почетка Светског првенства 2015. | Рекорди пре почетка Светског првенства 2015. |
| ------------------------------------------------ | ----------------------------------------------------------------------------------------------- | -------------------------------------------- | -------------------------------------------- | -------------------------------------------- |
| Олимпијски рекорди                               | Сједињене Државе · (Бјанка Најт, Алисон Филикс, Маршевет Мајерс, Кармелита Џетер)               | 40,82                                        | Лондон, Уједињено Краљевство                 | 10. август 2012.                             |
| Светски рекорд                                   | Сједињене Државе · (Бјанка Најт, Алисон Филикс, Маршевет Мајерс, Кармелита Џетер)               | 40,82                                        | Лондон, Уједињено Краљевство                 | 10. август 2012.                             |
| Рекорд светских првенстава                       | Јамајка · (Кари Расел, Керон Стјуарт, Шилони Калверт, Шели-Ен Фрејзер-Прајс)                    | 41,29                                        | Москва, Русија                               | 18. август 2013.                             |
| Најбољи светски резултат сезоне                  | Сједињене Државе · (Инглиш Гарднер, Алисон Филикс, Џени Прандини, Витни Кајлин)                 | 41,96                                        | Монако, Монако                               | 17. јул 2015.                                |
| Европски рекорд                                  | Источна Немачка · (Зилке Гладиш, Сабине Ригер, Ингрид Ауерсвалд, Марлис Гер)                    | 41,37                                        | Канбера, Аустралија                          | 6. октобар 1985.                             |
| Северноамерички рекорд                           | Сједињене Државе · (Бјанка Најт, Алисон Филикс, Маршевет Мајерс, Кармелита Џетер)               | 40,82                                        | Лондон, Уједињено Краљевство                 | 10. август 2012.                             |
| Јужноамерички рекорд                             | Бразил · (Евелин Дос Сантос, Ана Клаудија Лемос да Силва, Франсијела Красуки, Росанжела Сантос) | 42,29                                        | Москва, Русија                               | 18. август 2013.                             |
| Афрички рекорд                                   | Нигерија · (Беатрис Утонду, Фејт Идехен, Кристи Опара Томпсон, Мери Оњали)                      | 42,39                                        | Барселона, Шпанија                           | 7. август 1992.                              |
| Азијски рекорд                                   | Кина · (Лин Сјао, Ли Јали, Љу Сјаомеј, Ли Сјемеј)                                               | 42,23                                        | Шангај, Кина                                 | 23. октобар 1997.                            |
| Океанијски рекорд                                | Аустралија · (Рејчел Меси, Сузан Броудрик, Џоди Ламберт, Мелинда Гејсфорд Тејлор) ·             | 42,99                                        | Полокване, Јужноафричка Република            | 18. март 2000.                               |
| Рекорди после завршеног Светског првенства 2015. |                                                                                                 |                                              |                                              |                                              |
| Најбољи светски резултат сезоне                  | Јамајка · (Шерон Симпсон, Наташа Морисон, Керон Стјуарт, Шели-Ен Фрејзер-Прајс)                 | 41,84                                        | Пекинг, Кина                                 | 29. август 2015.                             |
| Најбољи светски резултат сезоне                  | Јамајка · (Вероника Кембел-Браун, Наташа Морисон, Елејн Томпсон, Шели-Ен Фрејзер-Прајс)         | 41,07                                        | Пекинг, Кина                                 | 29. август 2015.                             |
| Рекорд светских првенстава                       | Јамајка · (Вероника Кембел-Браун, Наташа Морисон, Елејн Томпсон, Шели-Ен Фрејзер-Прајс)         | 41,07                                        | Пекинг, Кина                                 | 29. август 2015.                             |

## Критеријум квалификација
За разлику од претходних првенстава где сте морали постићи одговарајући норму између 1. јануара 2012. и 29 јула 2013, конкуренција је сада ограничена на 16 националних штафета.
Осам штафета се аутоматски квалификовало као финалисти Светског првенства у такмичењу штафета 2014. године.
1. Сједињене Државе (41,88)
2. Јамајка (42,28)
3. Тринидад и Тобаго (42,66)
4. Нигерија (42,67)
5. Велика Британија  (42,75)
6. Немачка (43,38)
7. Бразил (43,67)
8. Француска (43,76)

Других 8 штафета пласирало се на основу најбољих резултата постигнутим између 1. јануара 2014 и 10. августа 2015.
1. Русија (42,50)
2. Украјина (42,50)
3. Холандија (42,69)
4. Канада (42,85)
5. Кина (43,09)
6. Швајцарска (43,11)
7. Пољска (43,28)
8. Италија (43,72)

У загради су резултати остварени у периоду од 1. 1. 2014. до 10. 8. 2015.

## Сатница
| Датум           | Време | Коло          |
| --------------- | ----- | ------------- |
| 29. август 2015 | 12:00 | Квалификације |
| 29. август 2015 | 20:45 | Финале        |

Сва времена су по локалном времену (UTC+8)

## Резултати

### Квалификације
У квалификацијама су учествовале 16 екипа, подељене у 2 групе. У финале су се пласирале по три првопласиране из група (КВ) и две на основу постигнутог резултата (кв).,,
| Поз. | Гру. | Ста. | Штафета              | Атлетичарке                                                                 | НР    | Вр.   | Бел.    |
| ---- | ---- | ---- | -------------------- | --------------------------------------------------------------------------- | ----- | ----- | ------- |
| 1.   | 1    | 6    | Јамајка              | Шерон Симпсон, Наташа Морисон, Керон Стјуарт, Шели-Ен Фрејзер-Прајс         | 41,29 | 41,84 | КВ, СРС |
| 2.   | 2    | 8    | САД                  | Инглиш Гарднер, Алисон Феликс, Џена Прандини, Јасмин Тод                    | 40,82 | 42,00 | КВ      |
| 3.   | 2    | 7    | Тринидад и Тобаго    | Кели-Ен Баптист, Мишел-Ли Ахје, Рејаре Томас, Khalifa St. Fort              | 42,31 | 42,24 | КВ, НР  |
| 4.   | 2    | 9    | Холандија            | Надин Висер, Дафне Схиперс, Наоми Седнеј, Џамил Самјуел                     | 42,40 | 42,32 | КВ, НР  |
| 5.   | 1    | 5    | Уједињено Краљевство | Аша Филип, Џоди Вилијамс, Бјанка Вилијамс, Дезире Хенри                     | 42,21 | 42,48 | КВ, НРС |
| 6.   | 1    | 8    | Канада               | Кристал Емануел, Kimberly Hyacinthe, Isatu Fofanah, Khamica Bingham         | 42,85 | 42,60 | КВ, НР  |
| 7.   | 2    | 6    | Немачка              | Ребека Хасе, Александра Бургарт, Ђина Лукенкемпер, Верена Зајлер            | 41,37 | 42,64 | кв, НРС |
| 8.   | 1    | 7    | Русија               | Марина Паталејева, Ксенија Рижова, Јелисавета Демирова, Јекатерина Смирнова | 41,49 | 43,09 | кв      |
| 9.   | 2    | 4    | Бразил               | Бруна Фариас,Франсијела Красуки, Виторија Кристина Роза, Росанжела Сантос   | 42,29 | 43,15 |         |
| 10.  | 1    | 3    | Кина                 | Сјаођинг Љанг, Линвеј Кунг, Хуејђуен Лин, Јунгли Веј                        | 42,23 | 43,18 |         |
| 11.  | 1    | 9    | Пољска               | Агата Форкасиевич, Ана Кјелбасињска, Вероника Ведлер, Марта Јешке           | 42,68 | 43,20 | НРС     |
| 12.  | 1    | 4    | Италија              | Ђулија Рива, Ирена Сирагуза, Ана Бонђорни, Глорија Хупер                    | 43,04 | 43,22 | НРС     |
| 13.  | 2    | 5    | Швајцарска           | Мариса Лаванши, Леа Шпрунгер, Муџинба Камбунђи, Сара Ачо                    | 42,94 | 43,38 |         |
| 14.  | 2    | 2    | Француска            | Ленора Гијо Фермен, Стела Акакпо, Маруса Паре, Селин Дител-Боне             | 41,78 | 43,58 | НРС     |
| 15.  | 2    | 3    | Украјина             | Олесја Повх, Наталија Строхова, Христина Стуј, Наталија Пигида              | 42,04 | 43,59 |         |
| 16.  | 1    | 2    | Нигерија             | Глорија Асумну, Стефани Калу, Дебора Олувасеун Одејеми, Сесилија Френсис    | 42,39 | 43,89 |         |

### Финале
,
| Пласман | Стаза | Штафета              | Атлетичарке                                                                 | Време | Белешке     |
| ------- | ----- | -------------------- | --------------------------------------------------------------------------- | ----- | ----------- |
|         | 6     | Јамајка              | Вероника Кембел-Браун, Наташа Морисон, Елејн Томпсон, Шели-Ен Фрејзер-Прајс | 41,07 | СРС, РП, НР |
|         | 5     | САД                  | Инглиш Гарднер, Џена Прандини, Алисон Феликс, Јасмин Тод                    | 41,68 | НРС         |
|         | 4     | Тринидад и Тобаго    | Кели-Ен Баптист, Мишел-Ли Ахје, Рејаре Томас, Семој Хакет                   | 42,03 | НР          |
| 4.      | 7     | Уједињено Краљевство | Аша Филип, Дина Ашер-Смит, Џоди Вилијамс, Дезире Хенри                      | 42,10 | НР          |
| 5.      | 3     | Немачка              | Ребека Хасе, Александра Бургарт, Ђина Лукенкемпер, Верена Зајлер            | 42,64 | НРС         |
| 6.      | 9     | Канада               | Кристал Емануел, Kimberly Hyacinthe, Isatu Fofanah, Khamica Bingham         | 43,05 |             |
| 7.      | 2     | Русија               | Марина Паталејева, Ксенија Рижова, Јелисавета Демирова, Ана Кукушкина       | НЗ    |             |
| 8.      | 8     | Холандија            | Надин Висер, Дафне Схиперс, Наоми Седнеј, Џамил Самјуел                     | ДИСК. | чл. 170.7   |